# Paul Ricœur
Jean Paul Gustave Ricœur, född 27 februari 1913 i Valence, död 20 maj 2005 i Châtenay-Malabry, var en fransk filosof i den hermeneutiska och fenomenologiska skolan. Han anknöt i sin filosofi till Edmund Husserl, Gabriel Marcel och Hans-Georg Gadamer.
Paul Ricœur är bland annat känd för att ha förordat en ny tolkning inom litteraturvetenskapen, kallad ”devant le texte” (bokstavligen framför texten), en receptionsestetiskt grundad dekontextualisering av verket.

## Biografi
Paul Ricœur kom från en from protestantisk familj, varför han tillhörde en minoritet i det katolska Frankrike. Samtidigt var detta en fördel; de antiklerkiala strömningarna i den akademiska världen under hans samtid skulle ha försvårat en karriär om han varit hängiven katolik.
Hans far dog i strid 1915, under första världskriget, när han endast var två år gammal, och han växte därför upp hos en kvinnlig anförvant i Rennes, med ett litet underhåll han fick för att han var föräldralös till följd av kriget. Han var litterärt och intellektuellt brådmogen, och hans läggning för studier stärktes av den protestantiska tonvikt vid Bibelstudier som han uppfostrades till. 1933 tog han examen vid universitetet i Rennes, och började året därpå studera filosofi vid Sorbonne, där han influerades av Gabriel Marcel, som även blev hans personliga vän. 1935 erhöll han agrégation i filosofi, vilket är Frankrikes näst högsta betyg, som förutspår en lysande karriär.
Andra världskriget avbröt Ricœurs karriär, och han inkallades till franska armén 1939. När Tyskland invaderade Frankrike 1940, tillfångatogs hans enhet, och han var under de följande fem åren krigsfånge. I hans fångläger fanns flera andra intellektuella, som Mikel Dufrenne som organiserade läskurser och klasser, vilket gick så bra att deras fångläger beviljades examensrättigheter av Vichyregimen. Ricœur läste Karl Jaspers under denna tid, som kom att påverka honom djupt. Han påbörjade även en översättning av Edmund Husserls Ideen I.
1948-56 var Ricœur professor i filosofisk historia vid universitetet i Strasbourg, det enda franska universitet med en protestantisk teologisk fakultet. Han erhöll sitt doktorat 1950, med två avhandlingar, som brukligt är i Frankrike; en mindre avhandling som var en översättning av Husserls Ideen I med kommentarer, och en större som senare skulle publiceras med titeln Le Volontaire et l'Involontaire (Det frivilliga och det ofrivilliga). Snart fick han rykte som expert på fenomenologin, som hade nått Frankrike på 1930-talet, och sedan ökat i popularitet genom verk av Merleau-Ponty och Emmanuel Levinas.
1956 erhöll Ricœur professuren i metafysik vid Sorbonne. Detta var ett tecken på att han blivit en av de främsta filosoferna i Frankrike. Under tiden vid Sorbonne, skrev han Finitude et culpabilité (Ändlighet och skuld) och La symbolique du mal (Det ondas symbolik) vilka publicerades 1960, och De l’interprétation publicerad 1965. Dessa grundmurade hans ställning.
1966 till 1970 var Ricœur dekan vid det nyligen inrättade universitetet i Nanterre utanför Paris. Nanterre var avsett som ett experiment i progressiv utbildning, och Ricœur hoppades att han skulle kunna forma universitetet i enlighet med en vision om en annan slags undervisning än i det, vad han menade, stela och traditionsbundna Sorbonne med dess överfulla klasser. Icke desto mindre blev Nanterre en eldhärd vid studentupproret i maj 1968, under det att Ricœur överfölls av en studentmob, som kallade honom en gammal clown och regeringens hantlangare.  Under denna tid tillkom de artiklar som 1969 samlades i Le conflit des interprétations (Tolkningarnas konflikt), där han är påverkad av psykoanalysen och strukturalismen.
Desillusionerad över den akademiska världen, undervisade Ricœur en kort tid vid det katolska universitetet i Louvain, Belgien, innan han tog tjänst vid Divinity School vid University of Chicago, där han undervisade 1970-85. Året dessförinnan hade Michel Foucault erhållit professuren i filosofi vid Collège de France, i hård konkurrens av Ricœur; det är väl känt att de båda filosoferna inte kom överens, och Ricœur hade redan före detta vägrat tala med Foucault. I USA upptäckte Ricœur sent omsider den amerikanska filosofin och samhällsvetenskapen, och blev en av ytterst få som var bekant med de tre intellektuella skådeplatserna: de franska, tyska och anglo-saxiska. Detta kulminerade i La métaphore vive (Den levande metaforen) som publicerades 1975, och den tre volymer stora Temps et récit (Tid och berättelse) publicerad 1984, 1985, och 1988. En föreläsning han höll gavs ut 1992 med titeln Oneself as Another. Detta arbete bygger på diskussionen om narrativ identitet och hans fortsatta intresse för självet.
Tack vare Temps et récit återvände Ricoeur till Frankrike 1985 som en intellektuell superstjärna. Hans senare arbeten spann vidare på gränsöverskridande nationella filosofiska traditioner, till exempel handlade ett av hans sista verk om amerikanen John Rawls.
Paul Ricœur avled i hemmet av naturliga orsaker. Premiärminister Jean Pierre Raffarin deklarerade att ”Europas humanistiska tradition bär sorg över en av dess mest begåvade företrädare.”
Han var från 1935 gift med Simone Lejas, med vilken han fick fem barn.

## Filosofi
Ricœur kom redan i unga år i kontakt med de nya fenomenologiska strömningarna, som uppstod i Tyskland, främst genom verk av Edmund Husserl, men även Martin Heidegger. Den tidiga franska existensfilosofin, med Karl Jaspers och Gabriel Marcel i spetsen, tog han också intryck av. Bland de klassiska filosoferna var Aristoteles Poetiken en viktig källa till hans teorier om mimesis och narratologiska arbeten; även Immanuel Kant var härvidlag en central person. Genom Alexandre Kojève influerades han av Hegel, vilket innebar en omformning av hermeneutiken, som skedde parallellt men självständigt från Hans-Georg Gadamers och John Austins respektive utveckling. I egenskap av hermeneutiker och fenomenolog, blev psykoanalysen och antropologin inspirerande vetenskaper, varifrån han hämtade ingivelser från Sigmund Freud och Claude Lévi-Strauss och dennes strukturalism, och därmed lingvistiken med Émile Benveniste och Roman Jakobson.
Hans första filosofiska verk, avhandlingen Le Volontaire et l'Involontaire (Det frivilliga och det ofrivilliga), är en fenomenologisk analys av viljan. Han ser viljan som en intentional struktur av bland annat avsikt och motiv. En grundtanke som genomsyrar detta verk är att människan består av element av frivillighet och ofrivillighet, och att det är spänningen mellan dessa som skapar identiteten. I mycket bygger den på erfarenheter han gjorde i fånglägret.
Till skillnad från postmodernismen förnekade han inte existensen av en identitet. Detta själv är heller inte metafysiskt, utan den inomsubjektiva agent som kan reflektera över sig själv, skapa någonting nytt och ta ansvar för sina handlingar. Denna slags individualism är enligt hans egen uppfattning inte en form av egoism eller egocentricitet, eftersom individualiteten delvis uppstår i kontakten med andra, och utgörs av ”kapabiliteter”.
Under senare år skulle Ricœur mena att människan bygger upp fiktiva världar för att förstå världen och sig själv; detta blir en individuell idévärld.
Under 1960-talet genomgick Ricœur en förändring och intog en modifierad hermeneutisk syn på filosofin. Detta berodde på att han funnit att vissa fenomen endast beskrivs indirekt och metaforiskt, i synnerhet sådant som berör skuld. Han blev därmed en representant för den diskursivt inriktade filosofi som blev tongivande på kontinenten under senare halvan av 1900-talet. Han kom fram till att varje handling och var händelse kan ses och tolkas som en text.
I Temps et récit, som är hans ojämförligt främsta verk, utvecklar han Aristoteles mimesisbegrepp, med begreppsparet mythos/praxis, för att låna redskap från narratologin till hermeneutiken. Enligt Ricœur har varje berättelse ett före och ett efter, och det är detta som utgör själva narrationen, medan storyn i sig bara är en otolkad ”verklighet”.